# Valledupar
Valledupar è un comune della Colombia, capoluogo del dipartimento di Cesar.

## Storia
La città fu fondata nel 1550 da Hernando de Santana, un conquistador spagnolo. Il nome Valle de Upar (valle di Upar) è stato stabilito in onore di un cacique amerindio che governava la zona; Cacique Upar.
In epoche recenti la città è stata coinvolta in modo intenso nel conflitto interno colombiano con frequenti sequestri di persona.

## Geografia fisica
Situata fra le montagne della Sierra Nevada de Santa Marta e la Serrania del Perija nei pressi del fiume di Guatapurí e del fiume del Cesar.

## Geografia antropica

### Suddivisioni amministrative
La municipalità di Valledupar è divisa in sei diverse zone geografiche integrate da suddivisioni chiamati Corregimiento e suddivisioni a questo chiamati Vereda

## Economia
Valledupar è un importante centro agricolo di riferimento per l'intero dipartimento Cesar e per i comuni del sud di La Guajira, precedentemente conosciuti come Provincia de Padilla. L'attività principale è l'allevamento del bestiame.

## Curiosità
Valledupar è conosciuta per essere la culla della musica popolare colombiana chiamata vallenato.
La città è sede di una delle prigioni di massima sicurezza più moderne della Colombia.